# Trevon Diggs
Trevon De'Sean Diggs (20 de setembro de 1997) é um jogador profissional de futebol americano que atua como cornerback no Dallas Cowboys, franquia pertencente a National Football League (NFL). Ele jogou futebol americano universitário pela Universidade do Alabama e foi selecionado no draft pelos Cowboys na segunda rodada de 2020. Na presente temporada de 2021, até a semana 16, lidera a liga em interceptações com 11 em um total de 15 partidas, além de ter sido eleito o melhor jogador defensivo da NFC no mês de setembro.

## Vida Pessoal

### Família
Diggs tem dois irmãos: Darez (nascido em 1995) e Stefon (nascido em 1993). Stefon Diggs estudou na Our Lady of Good Counsel em Olney, Maryland, enquanto Darez Diggs estudou na Friendship Collegiate Academy Public Charter School em Washington, DC. Darez jogou no UAB Blazers e no Morgan State Bears, enquanto Stefon, atualmente, wide receiver, atua pelo Buffalo Bills. Seu pai Aron, faleceu em janeiro de 2008 aos 39 anos devido a uma insuficiência cardíaca congestiva.

### Nascimento & Ensino Médio
Diggs nasceu em Gaithersburg, Maryland e estudou seu ensino médio na Thomas Sprigg Wootton High School em Rockville, Maryland. Após seu segundo ano, resolveu se transferir para a The Avalon School em Wheaton, Maryland, para seguir seu treinador de futebol, Tyree Spinner.
Em seu ensino médio atuou como defensive back e como wide receiver. Como júnior, em seu penúltimo ano na escola, registrou 78 recepções para 1.008 jardas e 15 touchdowns. Como isso, ele tinha 1.269 jardas de recepção. Ele foi duas vezes escolhido pelo All-Washington D.C. Metro como recebedor.

### Transição a universidade
Ao final de seu ensino médio, Diggs foi classificado pelo 247sports.com, como um recruta 4 estrelas, e recebeu oferta de cinco universidades: Universidade do Alabama, Clemson, Flórida, Boston College e Auburn, mas acabou optando e se comprometendo em ir para a de Alabama, em 7 de Setembro de 2015. E assinou contrato em 3 de Fevereiro de 2016.

## Carreira Universitária
Em seu primeiro ano como freshman na Universidade do Alabama em 2016, Diggs atuava como safety, wide receiver e era um especialista em retornos de chutes. Ele terminou o ano com cinco tackles e um fumble forçado na defesa, 11 recepções para 88 jardas e um touchdown no ataque e teve um total de 296 jardas de retorno em times especiais. 
No segundo ano em 2017, Diggs começou a atuar como cornerback em tempo integral. Ele foi titular na abertura da temporada contra a Universidade Estadual da Flórida antes de ser substituído na titularidade por Levi Wallace. No total, ele acumulou 6 tackles e 3 passes defendidos, pelos times especiais retornou 18 punts para 154 jardas com um maior retorno para 21 jardas e 2 kickoffs para 74 jardas.
Como um júnior em 2018, ele começou os primeiros seis jogos da temporada, antes de sofrer uma fratura no pé que sofreu contra a Universidade de Arkansas. Ele terminou o ano com 20 tackles e uma interceptação.
Como sênior, em seu último ano em 2019, ele começou 12 jogos, enquanto registrava 37 tackles, 3 interceptações (empatado em segundo na equipe), 8 passes defendidos (empatado para a liderança da equipe) e 2 recuperações de fumble, incluindo um retorno de touchdown de 100 jardas. Ele retornou uma interceptação para um touchdown de 8 jardas, recuperou 2 dois fumbles (um para um touchdown) e teve mais de 100 jardas de retorno combinadas contra a Universidade de Arkansas. Ele teve o recorde de sua carreira com 10 tackles contra a Universidade Estadual de Luisiana.

### Estatísticas
| Carreira Universitária |                   |                   |                   |         |         |         |         |         |         |         |         |         |         |         |         |         |
| Ano                    | Universidade      | Conferência       | Posição           | Tackles | Tackles | Tackles | Tackles | Tackles | Def Int | Def Int | Def Int | Def Int | Def Int | Fumbles | Fumbles | Fumbles |
| Ano                    | Universidade      | Conferência       | Posição           | Solo    | Ast     | Total   | Loss    | Sacks   | Int     | Yds     | Avg     | TD      | PD      | FR      | TD      | FF      |
| 2016                   | Alabama           | NCAA              | CB                | 2       | 3       | 5       | 0.0     | 0.0     | 0       | 0       | 0       | 0       | 0       | 0       | 0       | 1       |
| 2017                   | Alabama           | NCAA              | CB                | 3       | 3       | 6       | 0.0     | 0.0     | 0       | 0       | 0       | 0       | 3       | 0       | 0       | 0       |
| 2018                   | Alabama           | NCAA              | CB                | 18      | 2       | 20      | 0.0     | 0.0     | 1       | 0       | 0.0     | 0       | 6       | 0       | 0       | 1       |
| 2019                   | Alabama           | NCAA              | CB                | 20      | 17      | 37      | 0.5     | 0.0     | 3       | 79      | 26.3    | 1       | 8       | 2       | 1       | 0       |
| Total da Carreira      | Total da Carreira | Total da Carreira | Total da Carreira | 43      | 25      | 68      | 0.5     | 0.0     | 4       | 79      | 19.8    | 1       | 17      | 2       | 1       | 2       |

## Carreira Profissional

### Draft
| Dados Pré - Draft                | Dados Pré - Draft | Dados Pré - Draft  | Dados Pré - Draft | Dados Pré - Draft |
| Tamanho                          | Weight            | Largura Braço      | Tamanho Mão       | 40-yard dash      |
| -------------------------------- | ----------------- | ------------------ | ----------------- | ----------------- |
| 6 ft 1+3⁄8 in (1.86 m)           | 205 lb (93 kg)    | 32+3⁄4 in (0.83 m) | 9+3⁄8 in (0.24 m) | 4.46 s            |
| Todos os Valores da NFL Combine. |                   |                    |                   |                   |

Diggs foi selecionado pelo Dallas Cowboys na segunda rodada (51º no geral) do Draft 2020 da NFL.

### Temporada de 2020
Na semana 3 contra o Seattle Seahawks, Diggs forçou um fumble em D.K. Metcalf na linha de gol e a bola quebrou o plano da endzone e saiu de campo, resultando em um touchback. Diggs foi capaz de forçar o fumble após Metcalf desacelerar e segurar a bola com uma mão perto da linha de gol. Na semana 4 contra o Cleveland Browns, Diggs registrou seu sack da carreira em Baker Mayfield durante a derrota por 49-38. Na semana 8 contra o Philadelphia Eagles no Sunday Night Football, Diggs registrou suas 2 primeiras interceptações de carreira de passes lançados por Carson Wentz durante a derrota de 23-9. Ele sofreu uma fratura óssea no pé na semana 9 e foi colocado na reserva para feridos em 18 de novembro de 2020. Em 19 de dezembro de 2020, Diggs foi reativado.

### Temporada de 2021
Diggs marcou seu primeiro touchdown na carreira após uma interceptação lançada pelo quarterback Jalen Hurts durante a vitória da semana 3 no Monday Night Fooball. Além disso, foi premiado com o jogador defensivo do mês da NFC em setembro. Diggs empatou o recorde da NFL de mais jogos consecutivos com pelo menos uma interceptação para começar uma temporada com seis partidas (Brian Russell fez o mesmo em 2003). Diggs se juntou ao consagrado Rod Woodson ao alcançar a marca de sete interceptações nos primeiros seis jogos de uma temporada. Diggs conquistou sua décima-primeira interceptação na temporada contra o Washington Football Team em 26 de dezembro, empatando o recorde dos Cowboys que pertencia a Everson Walls (1981). No total, ele terminou a temporada de 2021 com essas onze interceptações, que foi a melhorm arca para um defensor na NFL desde Walls em 1981. Diggs também registrou cerca de 56 tackles e defendeu 21 passes. Essa temporada garantiu a ele a primeira nomeação como First Team All-Pro.

### Temporada de 2022
Diggs registrou cerca de 59 tackles combinados (a melhor marca da carreira) e três interceptações na temporada de doze vitórias (e cinco derrotas) dos Cowboys.

### Temporada de 2023
Em 25 de julho de 2023, Diggs assinou uma extensão contratual de cinco anos, valendo US$ 97 milhões de dólares com os Cowboy, podendo chegar a US$ 104 milhões com bônus.

## Ligação Externa
- Twitter
- Biografia no Dallas Cowboys
- Biografia no Alabama Crimson Tide